# Johann Philipp Glock
Johann Philipp Glock (* 10. Dezember 1849 in Schriesheim; † 14. Dezember 1925 in Bad Nauheim) erforschte und beschrieb seine badische Heimat im 19. Jahrhundert.

## Leben
Johann Philipp Glock wurde als Sohn des Lehrers Philipp Jakob Glock und dessen Ehefrau Charlotte im Schriesheimer Schulhaus geboren. Glocks Vater hatte sich an der Badischen Revolution 1848/49 beteiligt und kam vor Gericht, wurde aber freigesprochen. Glock besuchte das Gymnasium in Heidelberg und begann nach dem Abitur das Studium der evangelischen Theologie an der Universität Erlangen. Seine erste Stelle als Vikar bekam er an der Heiliggeistkirche in Heidelberg. Als Sanitäter und späterer Militärgeistlicher nahm er am Deutsch-Französischen Krieg 1870/71 teil. Darauf folgten Vikarstellen in Lahr, Emmendingen und Baden-Baden. Obwohl er hätte Pfarrer in Baden-Baden werden könne, zog er es vor die evangelische Pfarrstelle in Zuzenhausen anzunehmen. Dort war er von 1877 bis 1896 Pfarrer der evangelischen Pfarrgemeinde Zuzenhausen. Glock wollte Dorfpfarrer sein, weil er die Nähe zum einfachen Volk suchte.
1880 heiratete er in der Heiliggeistkirche in Heidelberg Marie geborene Heß. Zehn Kinder hatte das Paar, fünf Töchter und fünf Söhne. Neben seiner Pfarrerstätigkeit pflegte er seinen großen Pfarrgarten und widmete sich der Imkerei. In Imkerzeitungen und Broschüren schrieb zu vielen Fragen der Bienenzucht. Glock war lange Jahre Bezirkspfleger der Historischen Kommission für das Großherzogtum Baden. Als Abschiedsgeschenk an Zuzenhausen veröffentlichte er eine umfangreiche Ortschronik.
1897 versetzte der Oberkirchenrat Glock mit seiner Zustimmung nach Wolfenweiler, wo ein Pfarrhaus mit 14 Räumen für seine große Familie zur Verfügung stand. Die Lieder und Sprüche, die er 1898 veröffentlichte, hatte er noch in Zuzenhausen zusammengestellt. Wegen der schweren Krankheit seiner Frau ließ er sich 1916 in den Ruhestand versetzen und das Ehepaar siedelte nach Bad Nauheim über. Der Tod dreier Söhne, die im Ersten Weltkrieg fielen, und der Tod eines nach Amerika ausgewanderten Sohnes verdüsterten ihm die letzten Lebensjahre. In Laudenbach fand er 1925 seine letzte Ruhestätte. Die Gemeinde Schallstadt benannte nach ihm die Johann-Philipp-Glock-Grund- und Hauptschule mit Werkrealschule.

## Bobbele
Dank Glock ist belegt, dass der Spitzname Bobbele für die Freiburger Einwohner schon 1909 kursierte, zwanzig Jahre vor der Eröffnung des St. Elisabeth-Krankenhauses, wo angeblich die "echten" Bobbele geboren wurden. Stadthistoriker Peter Kalchthaler erklärt: „1909 hat er [Glock] den Breisgauer Volksspiegel herausgegeben, in dem er seine Erfahrungen schildert. Er hat die Landbevölkerung erzählen lassen; er hat sie nach ihren Sprichwörtern gefragt. Wie sagt Ihr, wenn ein Kind auf die Welt kommt? Wie sagt Ihr, wenn Ihr das Vieh im Herbst hinaustreibt? Was habt Ihr für Wetterregeln? In dieser systematischen Auflistung kommt mehrfach der Begriff Bobbele vor.“

## Werke
- Burg, Stadt und Dorf Zuzenhausen im Elsenzgau – eine Ortschronik, 1896.
- Die Symbolik der Bienen und ihre Produkte in Sage, Dichtung, Kultus, Kunst und Bräuchen der Völker, Heidelberg (Weißsche Universitätsbuchhandlung) 1891 (2. Auflage 1897)
- Lieder und Sprüche aus dem Elsenztale – aus dem Munde des Volkes gesammelt, in: Alemannia, 1898.
- Breisgauer Volksspiegel, 1909.